# Ľubomír Feldek
Ľubomír Feldek (* 9. října 1936 Žilina) je slovenský básník, prozaik, dramatik a překladatel. Je manželem spisovatelky Oľgy Feldekové.

## Život
Pochází z úřednické rodiny, vzdělání získával v Senici a v Žilině, kde v roce 1954 i maturoval. Po skončení střední školy studoval slovenský jazyk a literaturu na Vysoké škole pedagogické v Bratislavě. Už během studií začal pracovat jako redaktor ve vydavatelství Mladé letá, odkud musel v říjnu 1958 odejít v souvislosti s politickou perzekucí otce. Zároveň mu na jeden rok zabránili uzavřít vysokoškolské studium státní zkouškou (namísto roku 1958 ji složil až roku 1959).[zdroj?]
V letech 1960–1961 pracoval jako redaktor závodního časopisu v Nižné na Oravě. V letech 1961–1973 byl spisovatelem ve svobodném povolání a v letech 1973–1986 vedoucím redaktorem oddělení původní a překladové poezie a současně dramaturgem divadla Nová scéna v Bratislavě. V roce 1989 protestoval proti uvěznění Václava Havla, podepsal politický manifest Několik vět a v listopadu se podílel na založení hnutí Veřejnost proti násilí.
Od roku 1990 byl vedoucím redaktorem kulturní přílohy Ahoj, Evropa občasníku Veřejnost. V současnosti žije v Praze a Bratislavě

## Ocenění
- 1961 – Cena Ivana Kraska za debut Jediný slaný domov
- 1976 – Zápis na Čestnou listinu Hanse Christiana Andersena za Modrou knihu pohádek (Atény)
- 1979 – titul Zasloužilý umělec
- 2007 – Puškinova medaile[1] za překlad výběru z tvorby Sergeje Jesenina Neodovzdaná lýra, Bratislava
- 2007 – Křišťálové křídlo v kategorii publicistika a literatura za překlady literárních děl, tvorbu a organizaci literárního života

## Tvorba

### Charakteristika tvorby
První básně uveřejňoval ještě během studií na střední škole ve školním časopise Mladý průkopník. Jeho tvorba je inspirována českým poetismem, zejména poezií Vítězslava Nezvala. Poezii píše "pro všech pět smyslů", staví ji na neobvyklé citlivosti vnímání světa, zdůrazněné citovosti, konkrétnosti, obraznosti, fantazijnosti, intimnosti. V jeho poezii dominuje zejména metaforický princip. Kromě vlastní tvorby se věnoval i překladům moderní světové poezie (Alexandr Blok, Vladimir Majakovskij, Guillaume Apollinaire aj.) a klasických dramatických děl (Sofokles, William Shakespeare). Dále překládal díla takových autorů, jako jsou: Rabíndranáth Thákur, Karel Jaromír Erben, Ján Kollár, Johann Wolfgang Goethe, Heinrich Heine, Alexandr Sergejevič Puškin, Arthur Rimbaud, Vítězslav Nezval, Stefanov, Antonyč, Lautréamont, Maršak, Morgenstern, Hrubín či Julian Tuwim a další.
Je jedním ze zakladatelů básnického seskupení známého jako "trnavská skupina". V kontextu dětské literatury je vnímán jako jeden z vedoucích představitelů generace dětského aspektu, která v 60. letech konstituovala moderní slovenskou literaturu pro děti a mládež. Jeho publicistické vystoupení Bude řeč o literatuře pro děti (Mladá tvorba, 1958, č. 4) představuje nejen proti stagnační situaci původní české poezie pro děti, ale v jistém smyslu i generační manifest konkrétní poezie. Jeho poetika, založená na hravé fantazii, asociaci a smyslově nasycené obraznosti, se významnou měrou podílí na formování estetického kánonu moderní české literatury pro děti a mládež, především poezie, autorské pohádky a loutkové hry.

### Básnická tvorba
Feldekův zájem o literaturu pro děti souvisí s působením v redakci Mladé letá. Průkopnickým činem v české dětské poezii byl jeho debut Hra pre tvoje modré oči (1959, poprvé publikován v Mladé tvorbě 1958, č. 4), který autor pokládá za programovou báseň své generace a který byl hned po knižním vydání na zásah politické moci sešrotován. Tento "cirkus zelenin" je z formálního hlediska montáží poezie a lyrické prózy, z obsahového aspektu originální ztvárněnou tradiční tématem. Bohatá intelektualizovaná metaforika, založená na smyslově ozvláštnění vidění a svérázné dětské logiky v poetice skladby, aktivizovala intelekt potenciálního dětského čtenáře v do té doby neobvyklé míře.
Smyslově konkrétní metaforická obrazotvornost charakterizuje i Feldekova básnickou tvorbu pro dospělé. Zařazení skladby Hra pre tvoje modré oči do sbírky Jediný slaný domov (1961, později i do výběru Severné leto, 1973) demonstruje jeho přesvědčení o totožnosti estetických principů ("dalekonosných zbraní poezie") v tvorbě pro dospělé i pro děti. I prvky autobiografie – citové (manželské i rodičovské), občanské, autorské – využívá v literární tvorbě bez ohledu na to, zda je určena dětskému nebo dospělému adresátovi. Projevuje se to ve sbírkách poezie pro dospělé Kriedový kruh (1970), Dvaja okolo stola (1976), Paracelsus (1973), Poznámky na epos (1980) i v románu Van Stiphout (1980). Satirický tón, charakteristický pro jeho dramatická díla, je použitý v básnické sbírce Slovák na Mesiaci (1986). V 90. letech mu vycházejí ještě sbírky básní Plakať je krásne (1990, připravena do tisku již r.1987), Milovanie v pokročilom veku (1999) a Lekárnička zamilovaných (2003), výber Usmiaty otec  (1991) a satirické básnické komentáře o politickém dění na Slovensku Odzemok na rozlúčku a 19 jarmočných piesní (1992, jako bibliofilie). V Praze spolu s manželkou Olgou Feldekovou publikoval knihu  fejetonů Svet je aj inde (1998) a výběr z poezie This side up (2003).
Poetiku moderní dětské poezie rozvíjejí v 60. a 70. letech 20. stol. několik Feldekových básnických sbírek. Nápaditým způsobem v nich spojuje tradičnější motivistické, sujetové a kompoziční prvky pohádky s fragmenty hravě mystifikováni autobiografie a s nevázaným výmyslem, využívaje přitom poetickou imaginaci a vynalézavou obraznost. Tak v básnické knížce Telefón (1963) zakutálené klubko vlny asociuje telefon, který k sobě přivede dvě osamělé lidské bytosti. V básnické pohádce O hluchej babke a vnúčikovi Zlatúšikovi (1967) dosazením hluché a pomalé babičky a maličkého vnoučka Zlatúšika do role pohádkových hrdinů v rámci sujetového rámce lidových pohádek vznikne veršovaný příběh, ve kterém se paroduje fakt hrdinského činu, post osvoboditele i osvobozování i samotný smysl osvobození. Organickou součást hravě recesní atmosféry tvoří u Ľ. Feldeka poetická představa domova jeho dětství a fragmenty autobiografie, ztvárněné lyrickým mikropříběhem (Hlava, kterou jsem měl tehdy, 1967).

### Prozaická tvorba
Lyrický a hravý princip je dominantní i v jeho prozaické tvorbě pro děti. Už první pohádka Zlatúšik (1965) potvrzuje, že více než o epický příběh mu jde o možnost hry s obrazotvorností. V této lyrické próze s nerozluštěným tajemstvím je sujet založen na poetickém tajemství, vyzařujícím ze slova "zlatíčko", které dva hrdinové – chlapec a dívka – slyší stále znovu neznámo odkud a které symbolizuje vznikající vzájemnou náklonnost a něhu. Plodným zamyšlením parodicko-nonsensové hry s modelem folklorní pohádky je pohádka Zelené jelene (1968). Příběh básníka a malíře, spojených tvorbou dvojjediných literárně-výtvarných artefaktů "obrazobásní a básně-obrazů", systémově paroduje stavbu a hrdinů lidových pohádek, přičemž součástí této parodie jsou bohaté jazykové i situační nonsensy. Dobrodružství obou umělců a významový plán pohádky nabízejí místo i satirickou aluzi na status umělce a politické aspekty totalitní společnosti. Další pohádkové cykly, publikované od druhé poloviny 60. let, vyšly souborně pod názvem Modrá kniha rozprávok (1974). Do jejího pozdějšího "barevného" protějšku Zelená kniha rozprávok (1983) zařadil i Hru pre tvoje modré oči a Zelené jelene. Stejně jako poezie i prozaická tvorba Ľ. Feldeka pro děti je založena na intelektualizovaném hravém výmyslu, přičemž rovnocennou součástí pohádkové stavby se stávají fakta i pseudofakta, autentické postavy či události z jeho občanského a rodinného života. Slovní i situační komika, metaforicky a nonsensová hra s motivy, kompozičními algoritmy, žánry i jazykovými prvky, směřující k významové víceplánovosti textu, se podřizují logice výmyslu, ve kterém se vypravěč stává pro dětského čtenáře dospělým partnerem s duší dítěte. V tom smyslu se v něm spojuje logika dospělého s naivním dětským mudrováním, intelektuální analýza s citovou angažovaností dítěte ochotného uvěřit jakémukoliv autorskému výmyslu. Velkou částí Feldekovy pohádkové tvorby začíná rozvoj té linie české autorské pohádky, která vychází již ne z imitace nebo aktualizace folklóru, ale ze "zažitého a vymyšleného" (Július Noge).

### Dramatická tvorba
Hra s textem i adresátem, stimulování jeho tvůrčí aktivity a představivosti, jsou charakteristické i pro autorovu dramatickou tvorbu pro děti. Hry pro dospělé Metafora (1977), Teta k sežrání (1978), Jánošík podľa Vivaldiho (1979), souborně vydané pod názvem Smutné komédie (1982), dále hry Utekajte, slečna Nituš (1986), Dve hry o pravde (1990, souborné vydání her Umenie neodísť, Skúška – obě 1988), Smrť v ružovom (1995), Teta z Prahy (1995), Hraj, noha, a ty, druhá, tancuj (1999) a Tri hry (2003, souborné vydání her Hraj, noha..., Z dreva vyrezané, Horor v horárni se pohybují v rovině ironicko-satirické negace společenských mýtů. Časopisecky byly publikovány hry Smrť v ružovom a Teta-neteta (původní název Teta z Prahy). Vydal knihy esejů o literární tvorbě a překladu Z reči do reči (1977), Homo scribens (1982), A propos, svědomí (1989, v češtině). Je autorem četných překladů z literatury pro děti i pro dospělé. Z původně připravené série čtyřiceti devíti leporel pro nejmenší o papouškovi Columbovi mu vyšlo deset.

## Feldek vs. Slobodník a Feldek vs. Slovenská republika
V roce 1992 Ľubomír Feldek veřejně poukázal na problematickou minulost tehdejšího ministra kultury Dušana Slobodníka v souvislosti s režimem první Slovenské republiky (Slobodník byl jako člen Hlinkovy mládeže krátce účastníkem tábora německé tajné služby v Sekulích). Spor vyvrcholil zveřejněním Feldekovy básně Dobrú noc, moja milá, jejíž verš
„V Prahe úrad prezidenta väzeň Havel skladá. V Bratislave prokurátor vládne zas a vláda jednej strany je viac ako zákon. Esesák sa objal s eštébákom.“
narážel na minulost Dušana Slobodníka a tehdejšího premiéra Vladimíra Mečiara.
Slobodník Feldeka zažaloval za hanobení cti, Městský soud v Bratislavě rozhodl ve Feldekův prospěch. Slobodník se odvolal a senát tří soudců Nejvyššího soudu SR v březnu 1994 ve svém výroku konstatoval, že citovaná část básně je
„hrubým osočováním a znevažováním občanské cti osoby a života a neoprávněným zásahem do osobnosti navrhovatele Dušana Slobodníka,“
a Feldekovi nařídil zaplatit odškodné ve výši 200 tisíc slovenských korun (Sk). Odvolací senát Nejvyššího soudu SR rozhodl stejně, ale povinnosti zaplatit odškodné Feldeka zbavil. Feldek a jeho advokát Ernest Valko zažalovali Slovenskou republiku u Evropského soudu pro lidská práva ve Štrasburku, který jim dal v červenci 2001 za pravdu a Feldekovi přiřkl odškodné ve výši 565 tisíc Sk.

## Dílo

### Tvorba pro dospělé

#### Próza
- 1980 – Van Stiphout, román
- 2004 – Moja žena Oľga a nekonečno

#### Poezie
- 1961 – Jediný slaný domov
- 1970 – Kriedový kruh
- 1973 – Paracelsus
- 1974 – Severné léto
- 1976 – Dvaja okolo stola
- 1980 – Poznámky na epos
- 1986 – Milovanie pred usnutím (sestavil Jan Zambor)
- 1986 – Slovák na Mesiaci
- 1990 – Plakať  je krásne
- 1991 – Usmiaty otec
- 1992 – Odzemok na rozlúčku a 19 jarmočných piesní
- 1999 – Milovanie v pokročilom veku
- 2003 – This Side Up
- 2004 – Lekárnička zamilovaných
- 2006 – Slovák na Venuši

#### Výběry z poezie
- 1974 – Severné léto
- 1977 – Oravské motívy
- 1991 – Usmiaty otec
- 2003 – This side up

#### Eseje
- 1977 – Z reči do reči
- 1982 – Homo scribens
- 1989 – À propos svědomí (vyšlo pouze v češtině)
- 1998 – Svet je aj inde (spoluautorka Oľga Feldeková)
- 2006 – V otcovej Prahe
- 2007 – Prekliata Trnavská skupina
- 2008 – Homo politicus
- 2009 – O nákazlivosti šťastia
- 2013 – Ťahák z dejín slovenskej literatúry od Lomidreva po Malkáča

#### Drama
- 1977 – Metafora
- 1978 – Teta na zjedenie
- 1979 – Jánošík podľa Vivaldiho
- 1982 – Smutné komédie
- 1986 – Utekajte, slečna Nituš
- 1988 – Umenie neodísť
- 1988 – Skúška
- 1990 – Dve hry o pravde
- 1995 – Smrť v ružovom
- 1995 – Teta z Prahy
- 1999 – Hraj, noha, a ty, druhá, tancuj
- 2000 – Ze dreva vyrezané
- 2002 – Horor v horárni
- 2012 – Stalin v Žiline

### Tvorba pro děti a mládež

#### Poezie
- 1959 – Hra pre tvoje modré oči
- 1961 – Jediný slaný domov
- 1963 – Telefón
- 1964 – Novoročné pozdravy
- 1966 – Kolesá, krúťte sa!
- 1967 – Hlava, ktorú som mal vtedy
- 1967 – O hluchej babke a vnúčikovi Zlatúšikovi
- 1968 – Stratený zverinec
- 1968 – Kuchárska kniha pre deti
- 1970 – Škorec výletník
- 1970 – Kto mamke pomáha?
- 1972 – Hviezdičková rozprávka
- 1974 – Na motýlích krídlach
- 1977 – Jantárový svet
- 1979 – Veselý album zvierat
- 1982 –  Päť detektívov
- 1991 – Papagáj Kolumbus

#### Próza
- 1965 – Zlatúšik
- 1968 – Zelené jelene
- 1970 – Rozprávky na niti
- 1970 – Zvířecí báje (vyšlo v češtině)
- 1972 – Kúzelník a kvetinárka
- 1972 – Kocúr a jeho chlapec
- 1974 – Modrá kniha rozprávok
- 1983 – Zelená kniha rozprávok
- 2003 – Veľká kniha slovenských rozprávok
- 2004 – Modrozelená kniha rozprávok
- 2011 – Čiernobiela  kniha rozprávok
- 2013 – Dvere do rozprávok

#### Výběry z poezie a prózy
- 1977 – Kvet alfabet
- 1983 – Lapajova šľapaj
- 1984 – Moja prvá dúha
- 1985 – Poď sa so mnou hrať

#### Loutkové hry
- 1966 – Botafogo
- 1971 – Botafogo v čižmách
- 1972 – Hra, v ktorej sa spí
- 1974 – Dnes  vám hráme v zlatom ráme (spoluautorka Oľga Feldeková)
- 1976 – Botafogovo bohatstvo
- 1978 – Pät'krát Botafogo
- 1986 – Perinbaba
- 1997 – Hurvínkovo okno (v češtině)
- 1997 a 2000 – Sněhová královna – Snow Queen (vyšlo v češtině a angličtině)
- 1998 – Pápěrnice (vyšlo v češtině)

#### Scénáře
- 1984 – Perinbaba

### Překlady
- 1981 – Preklady, rozsáhlý výběr překladů
- 1981 – Opitá loď a iné básne, spoluautorství na překladu básní A. Rimbauda
- 1999 – Moje malé milenky, překlad básní Jeana Arthura Rimbauda
- 2001 – Sonety, druhé vydání v roce 2006 (překlad sonetů W. Shakespeara; v roce 2006 obohacen i o překlad Shakespearovy básně Milenkin nářek)
- 2005 – Romeo a Júlia, 3. překlad do češtiny (Jesenská, Kot) (II. Vydání 2009)
- 2005 – Sen svätojánskej noci
- 2005 – Trojkráľový
- 2005 – Antonius a Kleopatra, překlad původně vznikl pro potřeby SND, kde měla hra premiéru 16. června 2002
- 2006 – Ako sa vám páči, překlad vznikl pro potřeby SND, kde měla hra premiéru 21. června 1996; text byl inscenován na Letních shakespearovských slavnostech v roce 2006
- 2006 – Hamlet, v pořadí 4. překlad do češtiny (Hviezdoslav, Jesenská, Kot), který měl premiéru 14. září 2007 v Sále činohry SND (II . vydání 2009)
- 2007 – Othello (II. Vydání 2009)
- 2008 – Skrotenie čertice, překlad hry W. Shakespeara známější pod názvem Zkrocení zlé ženy
- 2008 – Búrka
- 2009 – Macbeth, překlad připraven pro Slovenské komorní divadlo v Martině, kde měla hra premiéru 12. června 2009
- 2009 – Tri tragédie, společné vydání překladů her Hamlet, Othello, Romeo a Julie
- 2011 – Zimná rozprávka
- 2012 – Kráľ Lear
- 2013 – Oko za oko
- 2013 – Dvaja veronskí šľachtic
- 2013 – Veľa kriku pre nič